# Kendama
El kendama (けん玉 o 剣玉 o 拳玉) és una joguina d'habilitat originària del Japó. Consisteix en un mànec (ken), un parell de copes (sarado) encaixades al mànec, i una bola (tama) unida al conjunt mitjançant una corda.
El costat inferior del mànec té una tercera copa, mentre que el costat superior es fa estret, acabant en una punxa (kensaki) que encaixa amb el forat (ana) que té la bola.
El kendama és la versió japonesa del clàssic joc del bilboquet.
Existeixen diverses maneres d'agafar el kendama, i la quantitat de trucs i combinacions d'aquests que es poden fer és ilimitada.
Els orígens del kendama no estan clars, però en general es creu que va néixer durant els segles XVII o XVIII. La juguina va evolucionar quan va arribar al Japó durant el Període Edo, i des de llavors s'ha escampat arreu del món.
Els materials i mides en què es fabriquen els kendama són molt variats, ja que actualment s'ofereixen en mides més gran (jumbo) i més petita (mini) de l'habitual, i a més dels tradicionals fets en fusta també se'n poden trobar de plàstic, metall o niló.
Actualment hi ha competicions de kendama en països d'arreu del món, entre les quals destaca la Kendama World Cup que se celebra cada any al Japó.

## Estructura i terminologia

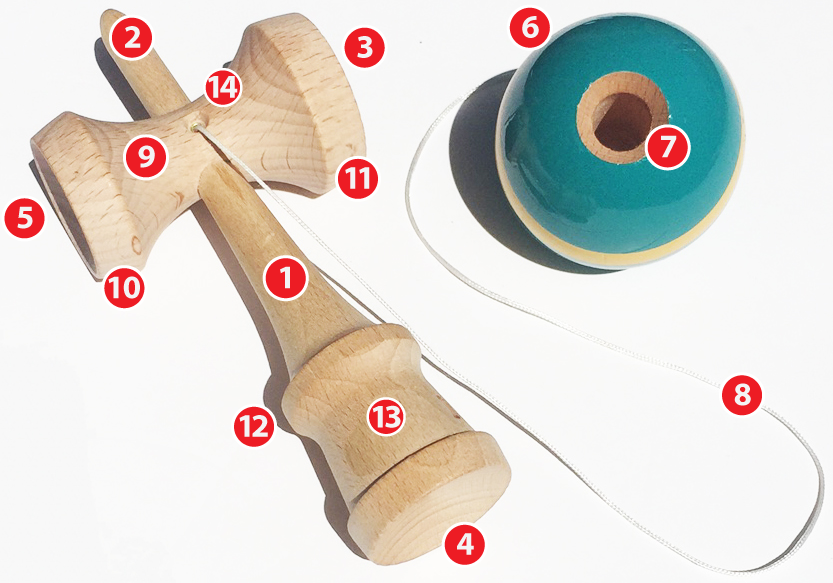
Anatomia del Kendama

El kendama generalment està fet de fusta i té les següents parts:
1. Peça principal ken (剣).
2. Punxa kensaki (剣先).
3. Copa grossa ōzara (大皿).
4. Copa base chūzara (中皿).
5. Copa petita kozara (小皿).
6. Bola tama (玉).
7. Forat de la bola ana (穴).
8. Corda ito (糸).
9. Peça de les copes saradō (皿胴).
10. Cantell de la copa petita kozara no fuchi (小皿のふち).
11. Copa grossa pels "lunar" ōzara no fuchi (大皿のふち).
12. Topall anti-relliscades suberidome (すべり止め).
13. Base kenjiri (けんじり).
14. Forat per la corda ito toritsuke ana (糸取り付け穴).
15. Granadura (fa de topall per què no marxi la corda, no es veu al dibuix)

### Empunyadures

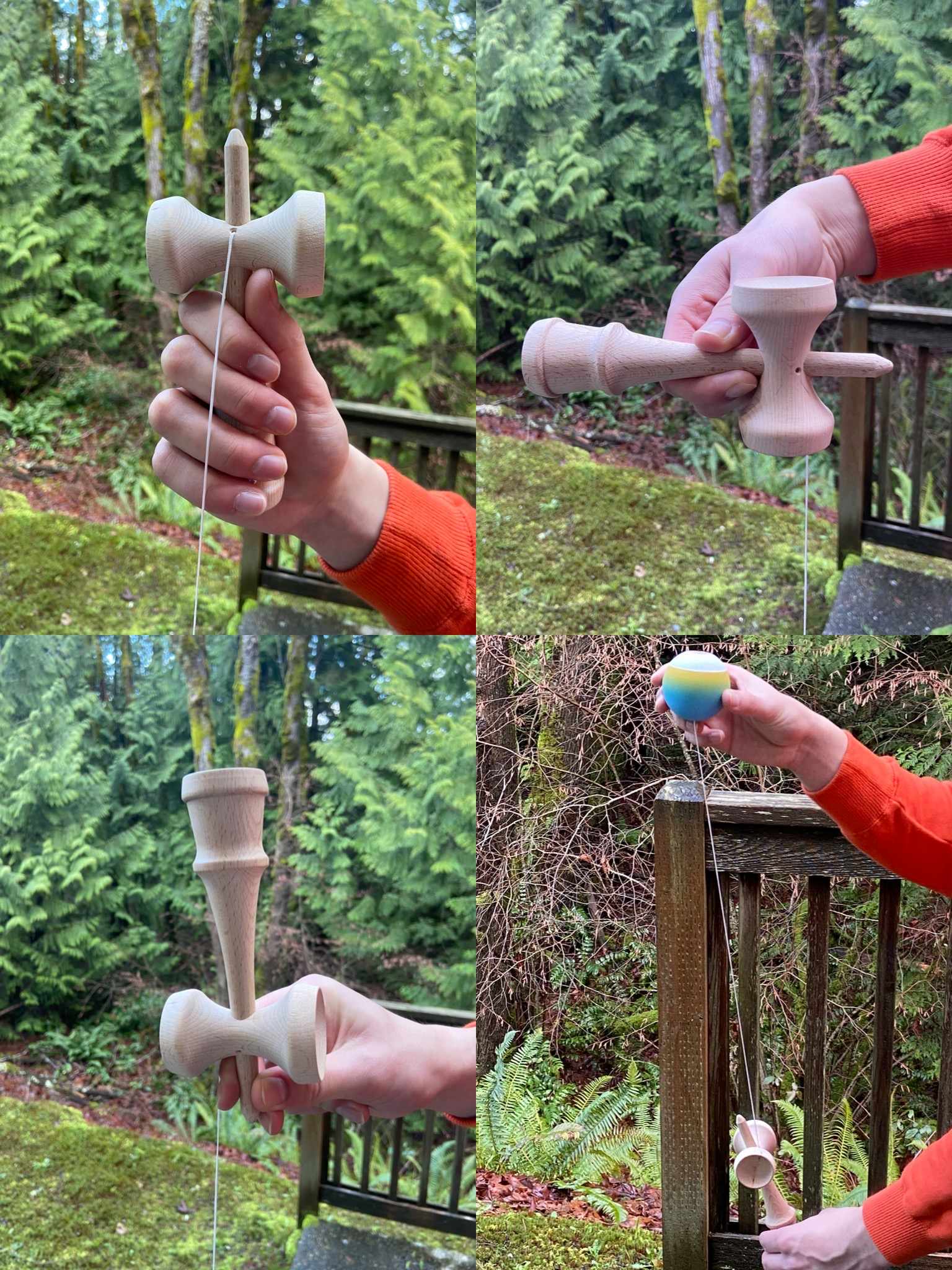
En ordre de lectura: Ken Grip, Sara Grip, Candle Grip, Tama Grip.

Un kendama es pot agafar de diverses maneres. L'empunyadura escollida dependrà del truc que es vulgui realitzar. Algunes de les empunyadures freqüents són:
- Ken grip: s'agafa el ken amb els cinc dits de manera que la punxa quedi a dalt i una de les dues copes (habitualment la grossa) miri cap a tu.
- Sara grip: s'agafa el ken posant l'índex i el polze sota la intersecció del sarado i el ken (tal com agafaries un llapis). Habitualment la copa grossa va a dalt.
  - Sara grip (estabilitzat): a més dels dits anteriors, es pot aconseguir una configuració més estable posant els dits cor i anular dins la copa que quedi a sota.
- Tama grip: en lloc d'agafar el ken, s'agafa la bola (amb el forat amunt).
- Candle grip: amb el ken cap per vall (punxa mirant al terra), s'agafa la punxa amb tres dits.

## Com es Juga
El concepte general del kendama és estirar el ken amunt i caçar la bola amb aquest (en qualsevol de les seves parts), o viceversa. No hi ha cap norma concreta respecte a com jugar, però una cosa que fan molt els experts és doblegar els genolls.
Alguns exemples dels trucs més habituals que es poden fer amb cadascuna de les empunyadures esmentades anteriorment són els següents:

### Ken Grip

#### Trucs Bàsics
- Big Cup / Small Cup: estirar recte amunt i posar la bola sobre la copa grossa / petita.[3]
- Base Cup: estirar recte amunt i girar la mà envall per tal que la bola quedi sota el mànec.[4]
- Spike: estirar recte amunt i punxar la bola (posant la punxa sota el forat).[5]
- Swing spike: punxar la bola, però fent que es gronxi endavant (fa una volta i quan el forat et mira, la punxes).[6]
- Bird: estirar recte amunt i fer que la bola quedi sobre el cantell de la copa (recolzada en la punxa).[7]

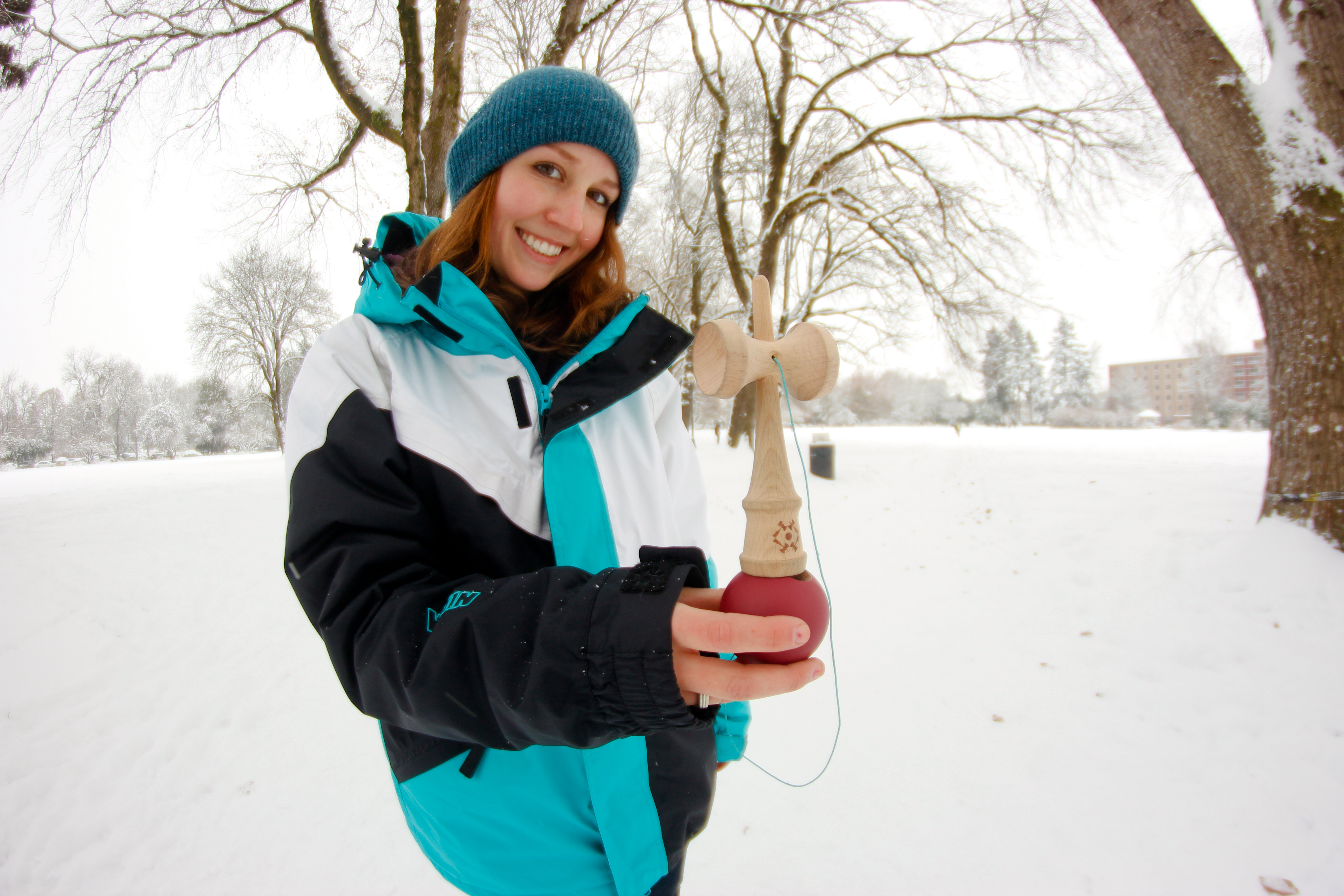
Kaley Bischoff (Kendama USA) fa un Lighthouse.

#### Combinacions Típiques
- Around Japan: Big Cup → Small Cup → Spike (o començant per la petita).[8]
- Around the World: Big Cup → Small Cup → Base Cup → Spike.[9]

Nota: aquests dos trucs també es fan habitualment amb altres empunyadures.

### Sara Grip
- Moshikame: Big Cup → Base Cup (habitualment diverses vegades seguides).[10]
- Clack back: Big Cup → tocar la bola amb el mànec → Big Cup.[11]
- Downspike: Punxar la bola quan el forat és dalt (girant la mà just després per què no caigui).[12]

### Tama Grip
- Airplane: fer que el ken es gronxi endavant, i quan la punxa et mira, punxar-la amb la bola (com swing spike, però canviant els papers del ken i la bola).[13]
- Lighthouse: estirar amunt de manera que el ken pugi recte, i després posar la bola a sota de manera que quedi en equilibri.[14]

### Candle Grip
- Candlestick: estirar amunt i deixar la bola sobre la copa base (com Base Cup però en Candle Grip).

## Maneres de competir
Si bé no hi ha normes pel que fa al joc en sí, existeixen diverses maneres de competir amb el Kendama, cadascuna amb les seves pròpies normes. Els 4 estils de competició habituals són: speed ladder, open division, freestyle i la Kendama World Cup.
És poc habitual que un campionat diferent de la KWC utilitzi les normes d'aquesta.

### Speed Ladder
En una competició de tipus speed ladder els participants competeixen a veure qui és el primer que pot aconseguir fer tots els trucs d'una llista establerta prèviament a través d'internet.
Amb la senyal d'inici els diferents competidors del mateix grup començaran a la vegada amb el primer dels trucs de la llista, i cada vegada que els surti un dels trucs, passaran al següent. Així aniran ratllant elements de la llista, i el primer que aconsegueixi que li surti l'últim dels trucs serà el guanyador.
En general, s'estableixen divisions per tal de dividir els competidors en funció de la seva habilitat (per exemple principiant, intermedi, i avançat), aportant doncs una llista de trucs diferent per cadascuna.

### Open Division
En una competició de tipus Open Division els competidors s'enfronten en duels d'un contra un. A cada ronda, els dos competidors implicats s'alternen a l'hora de treure un truc a l'atzar (d'entre una llista preestablerta). Amb cada truc que s'extreu el procediment és el següent: 
- Primer l'intenta fer el competidor que l'ha tret, i després l'altre.
- Si li surt només a un dels dos jugadors, aquest guanya un punt.
- Si no li surt a cap dels dos o bé els surt als dos, es fa un altre intent per cadascú (fins a arribar a tres intents en total).
- Si després de tres intents segueixen empatats, es passa al truc següent.

Habitualment les rondes classificatòries es guanyen al primer que faci 3 punts, mentre que per guanyar la final se n'han de fer 5.

### Freestyle
En una competició d'estil lliure els participants s'enfronten en duels d'un contra un. Dins d'un duel, els participants s'alternen per a fer els trucs que ells vulguin durant dues franges de 45 segons cadascun, i un panell de 3 o 5 jutges decideix qui ho ha fet millor en funció de tres categories: Creativitat, Regularitat i Dificultat.
Un cop s'han fet les dues rondes de 45 segons per participant, aquell qui tingui més vots (cada jutge vota individualment) és el guanyador.

### KWC
Abans de la competició es publiquen 120 trucs dividits en 12 dificultats (una llista de 10 grups per cada nivell). Com més dificultat més punts val saber-lo fer.
La competició es divideix en dos dies, cadascun amb les seves normes:

#### Dia 1
Els participants escullen 12 trucs d'entre els nivells 1-10, i els separen en dues llistes de 6 trucs cadascuna (5 trucs principals i 1 de recolzament). Cada jugador té dues rondes de 3 minuts per tal de completar el màxim de trucs de la llista (en qualsevol ordre), tenint en compte que el truc de recolzament (normalment el més fàcil dels escollits) només puntuarà si algun dels altres no li ha sortit.
La puntuació de cada ronda serà la suma dels nivells dels trucs que hagi aconseguit fer al llarg dels 3 minuts (p. ex. fer bé un truc escollit de nivell 7 et suma 7 punts).
Els 25 participants amb la millor puntuació avancen al dia 2.

#### Dia 2
Els participants competeixen d'un en un, seguint l'ordre en què hagin quedat el dia anterior (començant pel 25è i acabant pel 1r). Cadascun té 3 minuts per fer tants trucs com vulgui dels nivells 3-12, comptant que un mateix truc no pot puntuar dues vegades.
En aquest cas, els punts són el quadrat del nivell del truc realitzat (un truc del nivell 5 dona 25 punts), amb l'excepció dels trucs de nivell 11 (que donen 151 punts) i de nivell 12 (que donen 194 punts).

## Competicions
Hi ha hagut competicions de kendama des del 1979, essent la primera competició la All Japan Kendama-Do Championships, realitzada per la Japan Kendama Association.
La primera competició oficial fora del Japó la va dur a terme la British Kendama Association el 2008, dins la British Juggling Convention de Doncaster.
Algunes competicions populars són el North American Kendama Open o la Kendama World Cup (KWC).

### Kendama World Cup
Des del 2014 se celebra anualment la Kendama World Cup a Hatsukaichi, Hiroshima (Japó). Dura dos dies i és la competició de kendama més gran del món: el 2018 la KWC va tenir una audiència de 49.000 persones, amb 415 competidors de 18 països diferents.
Durant la competició hi ha també molts venedors de kendamas, merchandising i jocs relacionats, així com diferents actuacions en directe al llarg dels dos dies. L'entrada és gratuïta.
| Any  | Competidor     | Equip           |
| ---- | -------------- | --------------- |
| 2019 | Rui Sora       | Kendama USA     |
| 2018 | Nick Gallagher | Sweets Kendamas |
| 2017 | So Kanada      | Sweets Kendamas |
| 2016 | Bryson Lee     | Sweets Kendamas |
| 2015 | Wyatt Bray     | Kendama USA     |
| 2014 | Bonz Altron    | KROM Kendama    |